# Логинов, Михаил Николаевич (конструктор)
Михаи́л Никола́евич Ло́гинов (1903—1940) — советский конструктор артиллерийского вооружения Великой Отечественной войны. Лауреат Сталинской премии.

## Биография
Родился 8 (21) ноября 1903 года в семье крестьянина Николая Логиновича Логинова в селе Иванишинские Горки (ныне Тверская область). Был младшим ребёнком в семье, проживал в доме № 69.
Окончил четырёхгодичную земскую школу, затем несколько лет работал в хозяйстве родителей.
Так как отец не хотел, чтобы Михаил всю жизнь провёл в деревне, он обратился к своему родственнику (который был крёстным отцом Михаила) Алексею Изотовичу Изотову с просьбой взять Михаила на артиллерийский завод, где работал сам. Изотов переехал в Санкт-Петербург в начале XX века и поступил на работу на оружейный завод, который в то время располагался у Литейного моста. К 1920-м годам Изотов уже был профессиональным слесарем по ремонту артсиситем.
В середине 1910-х годов Алексей Изотов и М. И. Калинин жили в одной квартире в Петрограде.
Завод был основан в середине XIX века и к 1910-м годам уже имел репутацию производителя отличного стрелкового оружия. В это же самое время на заводе работал слесарем будущий председатель Президиума Верховного Совета СССР М. И. Калинин. В 1920-х годах завод был назван его именем и после нескольких переездов и переименований ныне находится в Екатеринбурге под названием «Машиностроительный завод имени М. И. Калинина, Екатеринбург» или ЗИК , входящий в холдинг производителей российских средств ПВО «Алмаз-Антей».
После своего ухода с завода М. И. Калинин часто навещал его и принимал активное участие в социальной и культурной жизни рабочих.
После революций 1917 года и начала Гражданской войны было принято решение об эвакуации завода в более безопасное место, нежели Петроград. Так в 1918 году завод навсегда покинул город и расположился в Подмосковье на специально выделенной для него территории недалеко от станции Подлипки Северной железной дороги около 20 км к северо-востоку от Москвы Первоначально производственные мощности располагались в корпусах бывшей английской компании «Бекос», позже производственные площади были расширены (в наши дни на данной территории располагается Ракетно-космическая корпорация «Энергия»). По мере перевода производства в Подлипки туда же постепенно переезжают и рабочие завода.

### Первые годы на заводе имени М. И. Калинина
В 1920 в Подлипки по приглашению Алексея Изотова переехал и Михаил Логинов. В первые годы он проживал в семье Изотова на Сретенке, затем переехал в отдельную комнату коммунальной квартиры на Чистопрудном бульваре. Изотов определил Логинова в ученики слесаря. Позже тот работал жестянщиком, затем слесарем по ремонту артиллерийского вооружения. Разбирая и ремонтируя зарубежные образцы оружия, оставшиеся в России со времён Гражданской войны, Михаил набирался опыта и сравнивал конструкции отечественной и иностранной артиллерии.

### Рождение конструктора
В 1927 году Логинов окончил вечернее отделение рабфака при МВТУ имени Н. Э. Баумана. В том же году командирован коллективом завода № 8 для продолжения учёбы на его дневном отделении.
14 октября 1930 года с 4 курса МВТУ переведён в Ленинградский машиностроительный институт (отраслевой ВУЗ Ленинградского политехнического института) на только что созданное военно-механическое отделение, организованное с целью подготовки для артзаводов специалистов высшей категории. (ЦА СПбПУ Петра Великого, фонд 3121, оп. 76. д. 140. л. 1 — 22. "Приказ № 77 от 14 октября 1930 г. Директор Давтян Я. Х.)
В 1931 году окончил Ленинградский машиностроительный институт и вернулся в Подлипки (к тому времени переименованные уже в посёлок Калининский) на завод № 8 с дипломом инженера механика по артиллерийско-лафетной специальности.

### Путь к вершине
В 1931 году директором был назначен Илларион Аветович Мирзаханов, благодаря которому завод № 8 превратился в лидера советской артиллерийской промышленности в довоенные 1930-е годы.
По решению Мирзаханова Логинов был назначен начальником конструкторского бюро цеха. В течение 1931—1937 годов он также занимал должности начальника бюро качества и начальника филиала заводского КБ.
В этот период получил квартиру в доме, где впоследствии жили все директора и главные конструкторы завода № 8 и его преемников (г. Королёв Московской обл., ул. Карла Либкнехта, д.4).
Основным направлением деятельности Логинова в этот период стала малая зенитная артиллерия, которая целиком отсутствовала в то время в РККА.
В 1935 году на стрельбах в Подмосковье Логинову с поддержкой конструкторов других артиллерийских заводов удалось доказать высшему руководству страны (И. В. Сталину, К. Е. Ворошилову и Г. К. Орджоникидзе) несостоятельность идеи универсализма в артиллерии и необходимость её специализации по боевому предназначению.
Решения, принятые на данном совещании, привели к углублению специализации завода N8 на зенитной и морской артиллерии. Большой объём работ был проделан по модернизации 76-мм зенитной пушки образца 1931 года в области полной замены лафета, частичного изменения конструкции ствола и механизации установки дистанционной трубки в снаряде.

### Главный конструктор завода № 8 им. Калинина
В 1937 году И. А. Мирзаханов, видя талант Логинова, назначил его руководителем всех конструкторских работ завода. Своим заместителем Логинов назначил более молодого Льва Абрамовича Локтева, который занял должность главного конструктора после смерти Логинова в 1940 году. В довоенные годы Локтев активно помогал Логинову в конструкторской работе, а также вёл свои собственные проекты по разработке новых видов вооружений в рамках общей программы завода.

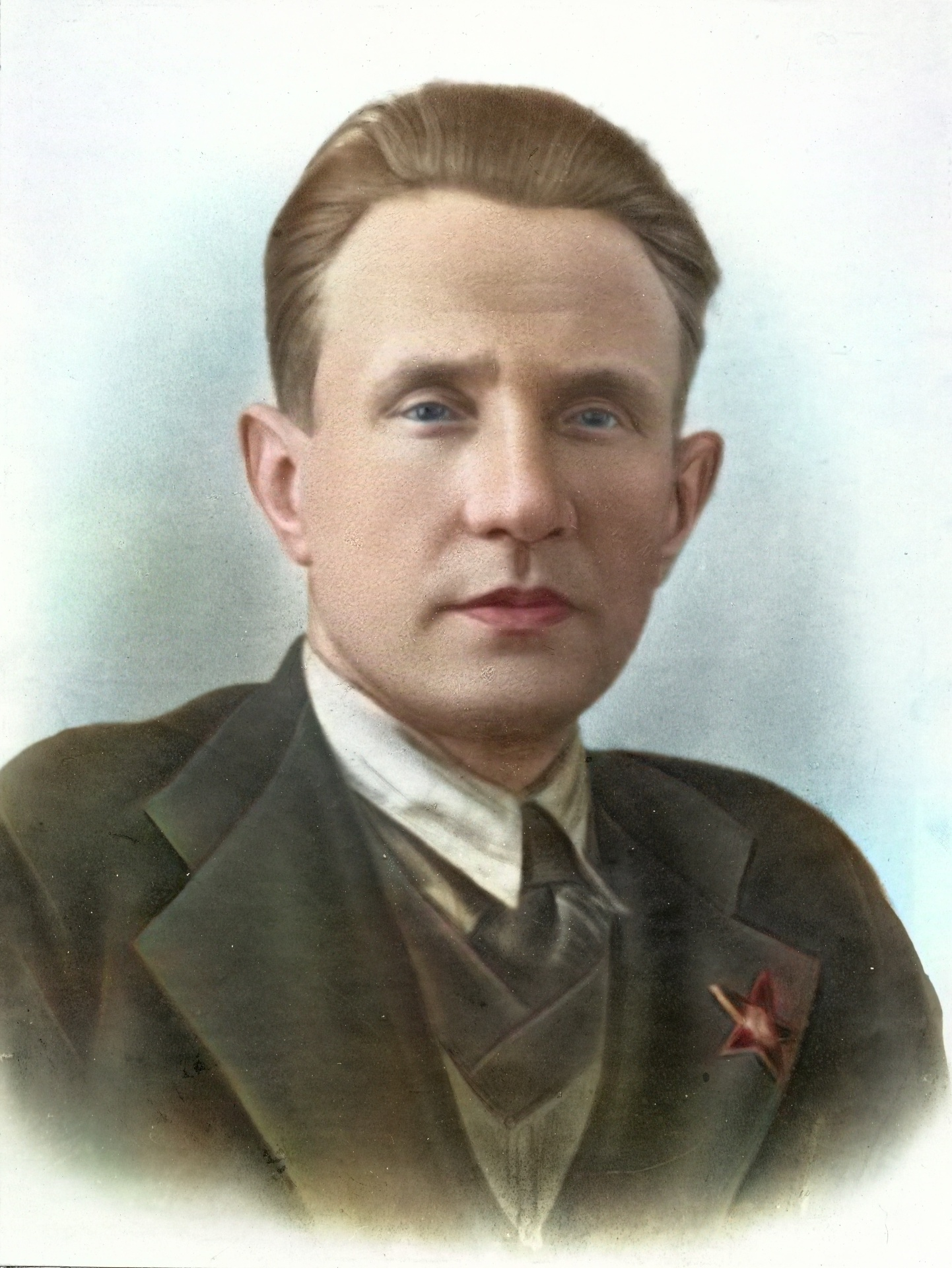
Логинов М.Н.1937

Сразу после назначения на пост руководителя КБ завода Логинов внедрил свои методы проектирования орудий и внедрения их в производство. Главным принципом была нераздельность КБ от производственных цехов. После того, как орудие было разработано в чертежах, его непосредственные разработчики, главный конструктор, его заместитель и помощники, приходили в цеха и от начала до конца контролировали процесс сборки того или иного образца военной техники. Особо подчёркивал Логинов образовательный аспект подобного метода — даже не получившие высшего профильного образования сотрудники завода за год осваивали основы артиллерийского дела и уже были способны давать собственные советы по конструкции пушек. Именно этот метод привёл к постоянно увеличивающейся скорости появления новых образцов артиллерии, разработанных в КБ завода № 8, в течение 1937—1940 годов.
За многочисленные образцы артиллерии, созданные в течение только одного года, Михаил Николаевич Логинов был в 1937 году награждён орденом Красной Звезды.
Среди разработок этого года 45-мм противотанковая пушка образца 1937 года, самое распространённое противотанковое орудие в первый год Великой Отечественной войны, заменённой впоследствии более поздними разработками Василия Грабина. Данная пушка, получившая также название артиллерийского комплекса 53-К явилась единственной противотанковой пушкой Логинова — в надежде, что другие заводы будут иметь такие же высокие темпы разработки и производства противотанковых пушек, И. А. Мирзаханов и М. Н. Логинов отказались от дальнейшего проектирования данного вида орудий и сосредоточились лишь на зенитной и морской артиллерии, ранние образцы которой если и существовали, то уже были совершенно непригодны для борьбы с новыми образцами зарубежной военной техники. Однако эти надежды не оправдались — ни один завод не спроектировал и не наладил производство более эффективного орудия. В итоге почти до самого конца 1942 года 45-мм пушка была практически единственным средством артиллерии РККА для борьбы с бронетехникой противника.
В том же году была разработана серия малокалиберной полевой зенитной артиллерии, 25-мм и 45-мм зенитные пушки для сухопутных войск, 45-мм зенитная морская пушка, 45-мм пушка и башенные установки для кораблей различных классов.
В 1938 году И. А. Мирзаханов был переведён директором завода в Горький, а новым директором завода назначен Н. Э. Носовский, который продолжил политику своего предшественника. Результатом деятельности Носовского и Логинова был факт, что к началу Великой Отечественной войны завод № 8 произвёл орудий почти в 12 раз больше, чем все остальные артиллерийские заводы СССР вместе взятые. За исключительные заслуги перед страной в деле вооружения РККА, создания и освоения новых образцов вооружения в 1939 году завод награждён орденом Ленина. (Указ Президиума ВС СССР от 16.01.1939 г.) Завод стал первым орденоносцем в наркомате вооружений.
1938 год стал годом противостояния руководства завода N8 с мнением М. М. Кагановича, стремившегося к увеличению выпуска пушек образцов 1920-х — начала 1930-х годов.
В результате завод № 8 организовал долгосрочную командировку сотрудников завода в Германию и Чехословакию, руководимую Михаилом Логиновым. Основным объектом внимания были артиллерийские заводы Шкоды. Результаты 4-месячной командировки ещё больше укрепили позицию завода № 8 и ускорили разработку Логиновым новых видов вооружения.
К концу 1938 года он завершил разработку 76-мм полуавтоматической зенитной пушки образца 1938 года, дополнив её в начале 1939 года 76-мм морской пушкой.
В 1938 году по инициативе руководителя поселкового совета посёлка Калининский В. И. Болдырева, директора завода № 8 Н. Э. Носовского и главного конструктора М. Н. Логинова в СНК было направлено письмо с просьбой о предоставлении посёлку Калининский статуса города. В итоге 26 декабря 1938 года посёлок был преобразован в город Калининград, первым руководителем которого стал В. И. Болдырев. С этого времени Михаил Логинов стал принимать активное участие в развитии благоустройстве нового города.
1939 год явился пиком практической деятельности Логинова на посту главного конструктора завода — в течение этого года были созданы два выдающихся зенитных орудия, являвшихся основными орудиями данного типа во время Великой Отечественной войны и состоявшие на вооружении Советской армии до начала 1960-х годов.
37-мм автоматическая зенитная пушка образца 1939 года, имеющая также название артиллерийского комплекса 61-К показала на стрельбах 1939 года уникальную по тому времени скорострельность. В итоге пушка была немедленно принята на вооружение, а производство завода было на 70 % переключено на эту пушку. В 1939 году за создание 37-мм зенитной пушки Михаил Логинов был награждён орденом Ленина.
С конца 1938 года Логинов вёл работу по созданию своего самого мощного орудия — 85-мм зенитной пушки образца 1939 года, имевшей также название артиллерийского комплекса 52-К. Помощником Логинова в создании данной пушки стал инженер Г. Д. Дорохин, который и выдвинул идею создания подобного орудия на основе 76-мм зенитной пушки образца 1938 года. К концу 1939 года работы по проектированию 85-мм пушки были закончены, и уже на майском параде 1940 года они были провезены по Красной площади. В годы войны, особенно на её начальном этапе в условиях нехватки эффективных противотанковых пушек, 85-мм зенитная пушка часто использовалась для стрельбы по танкам — результат большой начальной скорости снаряда (800 м/сек) и его большого веса (9,2 кг).
За выдающиеся заслуги в создании артиллерийского вооружения М. Н. Логинов был введён в Комитет по Сталинским премиям, где являлся самым молодым членом.

### Последний год и смерть
В течение своего последнего года на посту главного конструктора завода № 8 Михаил Логинов участвовал в постоянном наращивании производства разработанных им пушек, а также вёл теоретические работы по проектированию новых видов орудий, которые надеялся внедрить, когда РККА будет полностью обеспечена существующей зенитной артиллерией, что в условиях надвигающейся войны было первоочередной задачей. Также в этот период под руководством Логинова его заместителем Львом Локтевым была завершена работа над 25-мм зенитной пушкой образца 1940 г. 

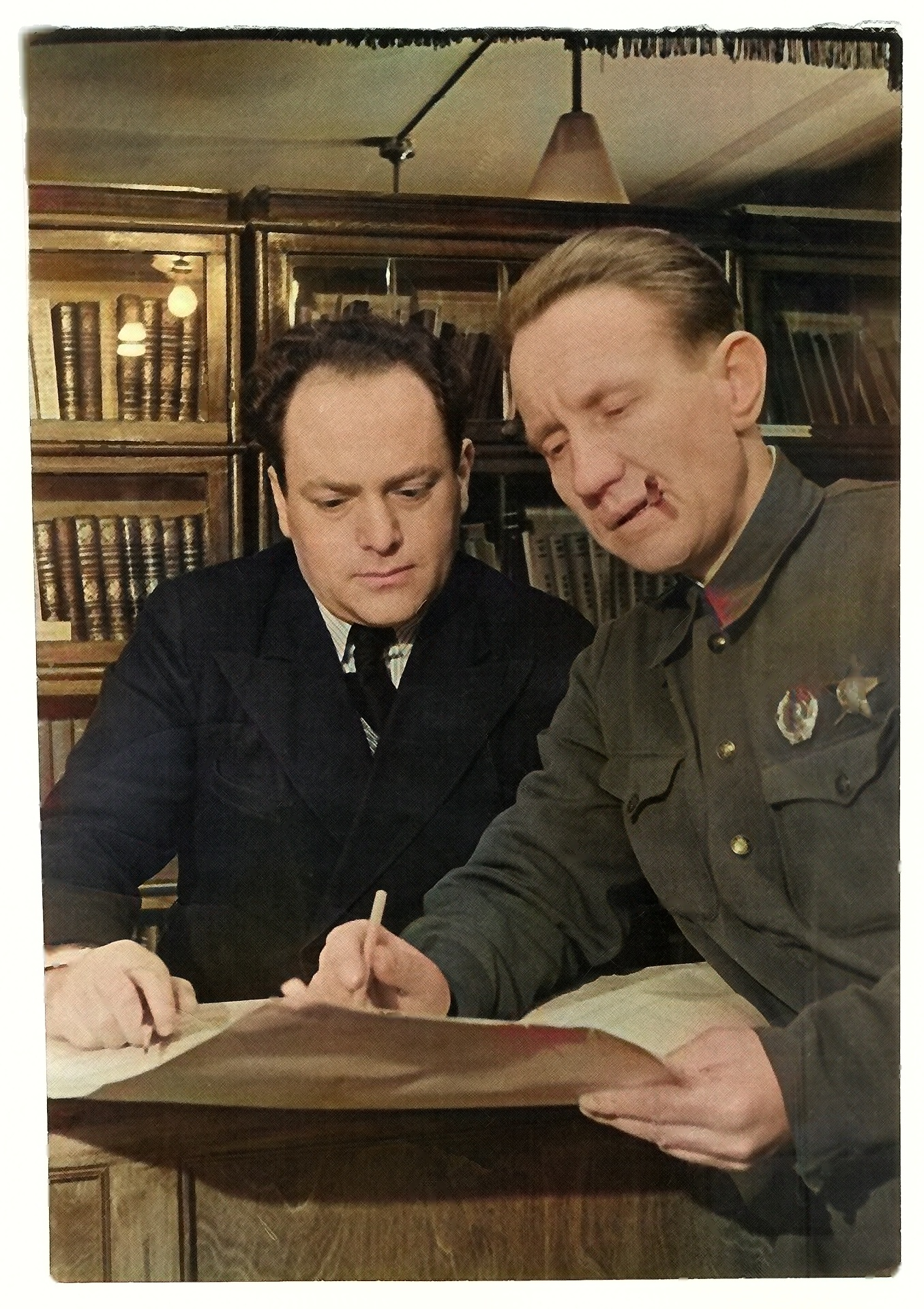
Логинов и Локтев 1939 г.

Однако обострившийся к концу лета 1940 года туберкулёз помешал этим планам. Руководство завода приняло решение о направлении Логинова на лечение в Крым. Перед отъездом Логинов передал заводу свои теоретические разработки с ТТХ будущих орудий и возможными путями увеличения их эффективности для практической реализации в течение последующих 10 лет.
В начале сентября Логинов отбыл в Крым в пансионат «Горное Солнце». Несмотря на усилия врачей, он умер 28 октября 1940 года.
По инициативе ЧФ в память о заслугах Логинова в вооружении ВМФ было принято решение о погребении Логинова в Ливадии.
3 сентября 2020 года его прах был перезахоронен с воинскими почестями в Мытищах на Федеральном военном мемориале «Пантеон защитников Отечества».

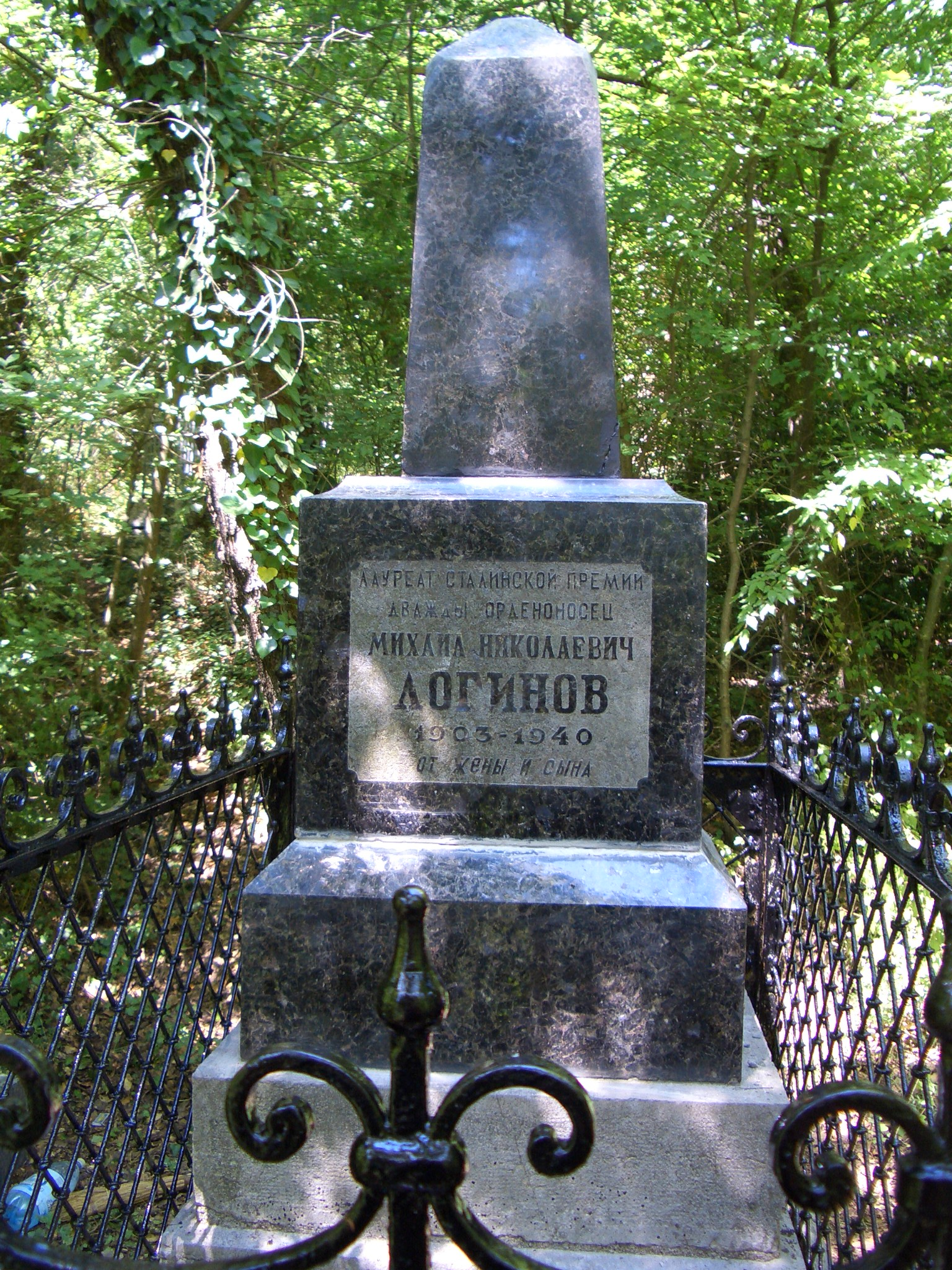
Памятник на могиле М. Н. Логинова в Ливадии. Установлен в 1941. Восстановлен в 2005.
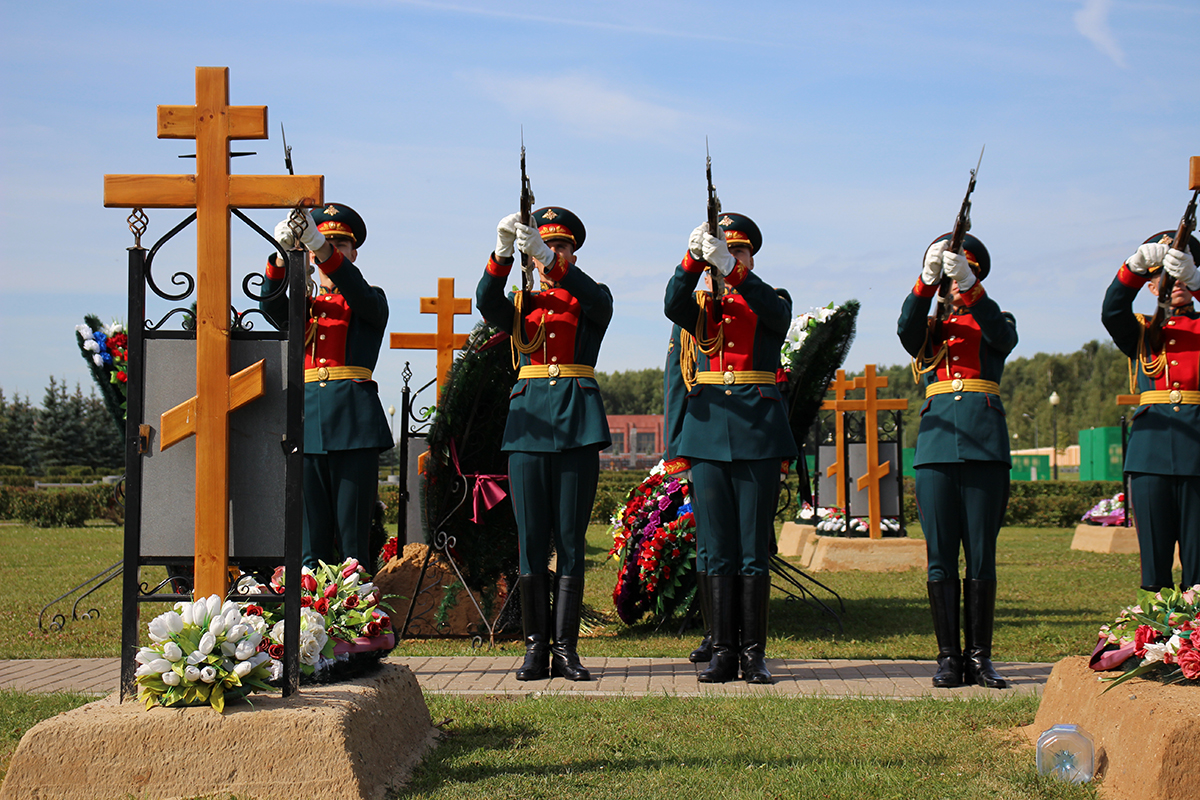
Воинские почести во время перезахоронения праха М. Н. Логинова 03.09.2020
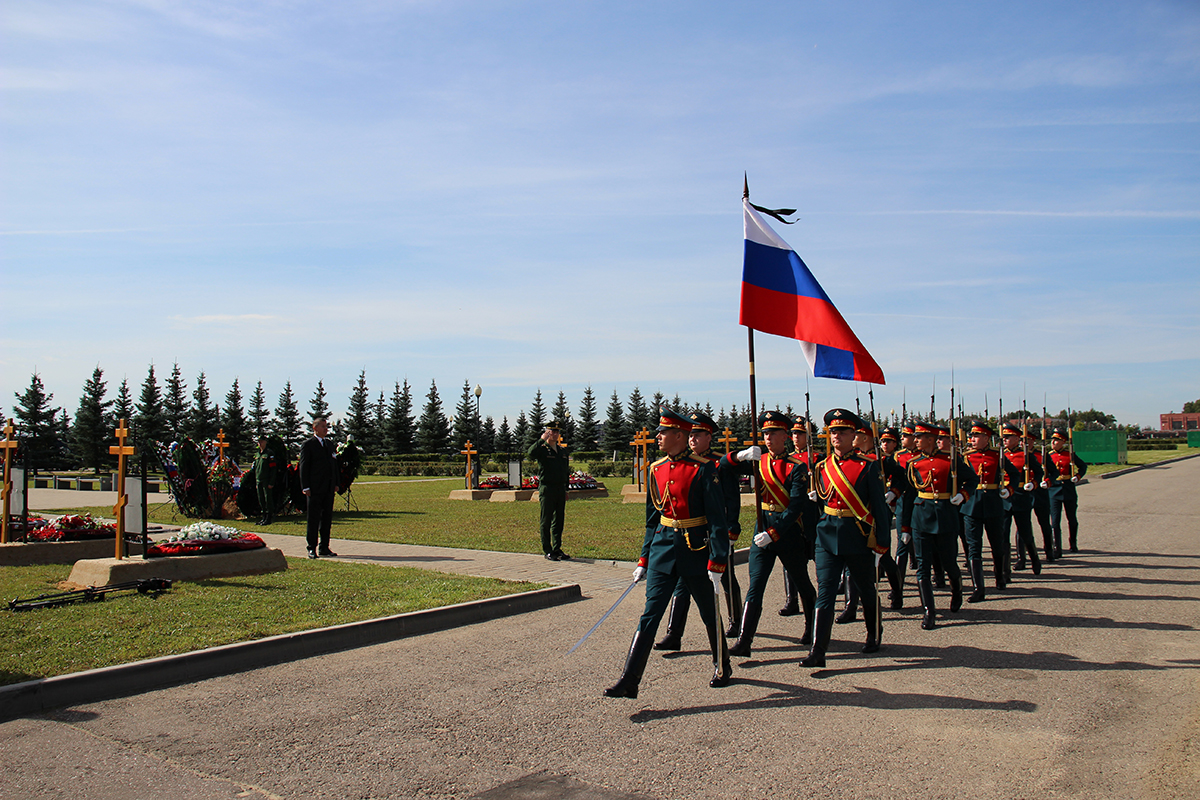
Торжественное перезахоронение праха М. Н. Логинова на Федеральном военном мемориальном кладбище Минобороны России в Мытищах  03.09.2020
Памятник Логинову в Пантеоне защитников Отечества установлен 14.09.2022
Бюст Логинова М.Н. в Пантеоне защитников Отечества
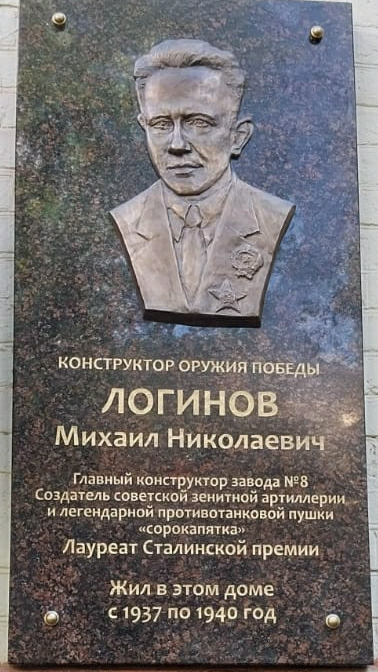
Мемориальная доска в г. Королёв главному конструктору завода №8 Логинову М.Н.
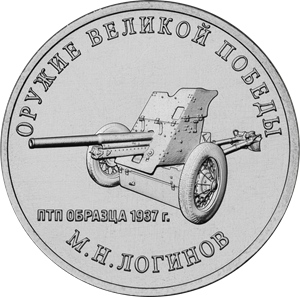
СОРОКАПЯТКА. Памятная монета 25 руб. выпущенная Банком России к 75 летию Победы."Оружие Великой Победы. Логинов"  12.03.2020

## Память
- На протяжении всей Великой Отечественной войны Советская Армия использовала зенитные и морские орудия исключительно завода № 8, созданные под руководством Логинова. После войны Логинов был включён в список создателей «оружия победы».

- Теоретические идеи Логинова были впоследствии частично реализованы его преемником на посту главного конструктора завода № 8 Л. А. Локтевым, а впоследствии конструкторами Завода им. Калинина, эвакуированного в Свердловск.

- Практические методы производства, внедрённые И. А. Мирзахановым и М. Н. Логиновым, а также сотрудники, прошедшие в 1937—1941 годах повышение квалификации, в 1942 году были привлечены знакомым Логинова по ЛМИ, инженером завода «Арсенал» А. Д. Каллистратовым при восстановлении производства артиллерийского вооружения в Калининграде.

## Награды и премии
- орден Красной Звезды (1937) — за многочисленные образцы артиллерии
- орден Ленина (1939) — за создание 37-мм зенитной пушки
- Сталинская премия II степени (14 марта 1941, посмертно) — за конструкцию новых образцов артиллерийского вооружения

## Разработки Логинова

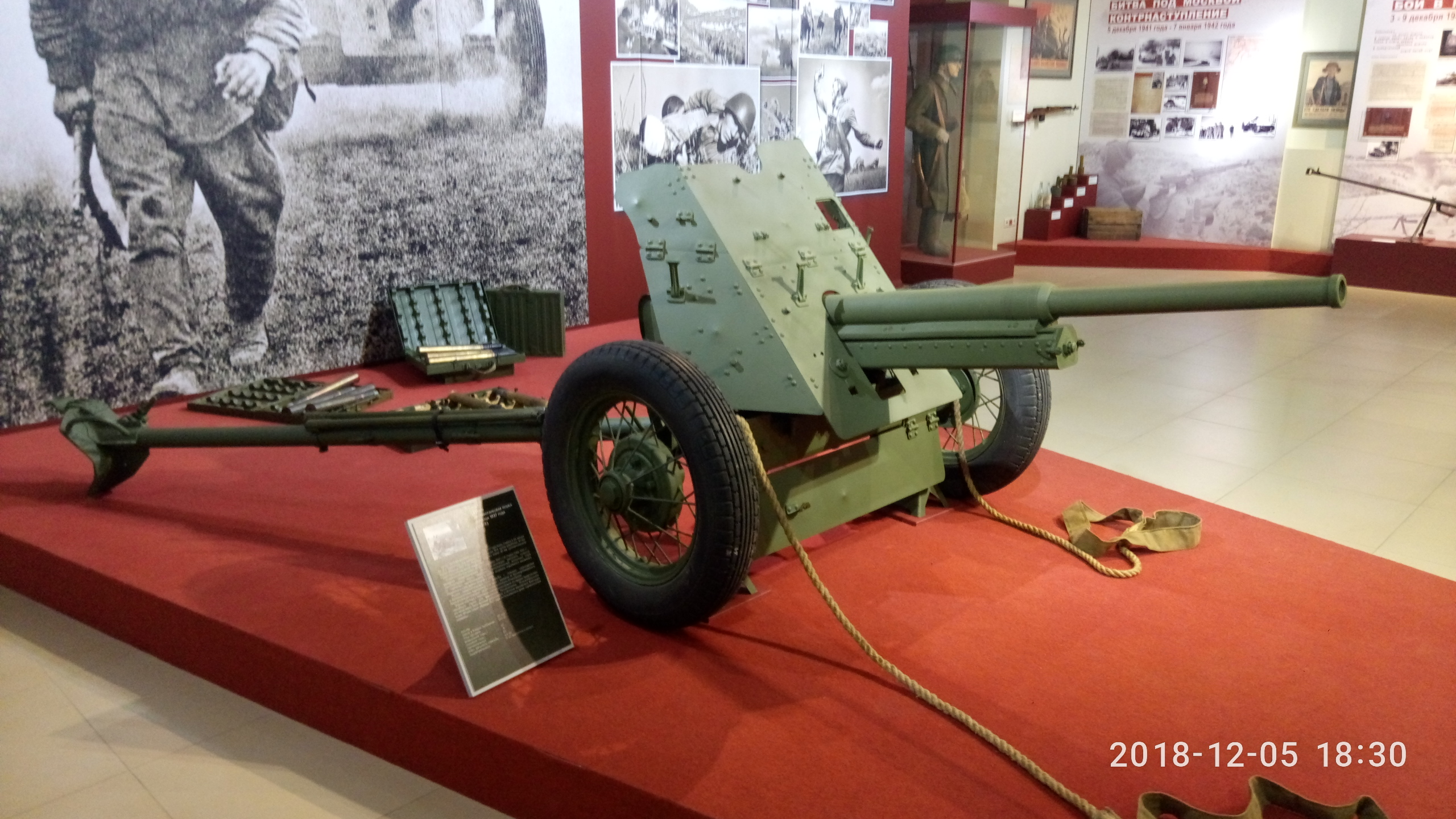
СОРОКАПЯТКА. 45-мм противотанковая пушка 53-К Логинова обр. 1937 года Падиково, Московская область
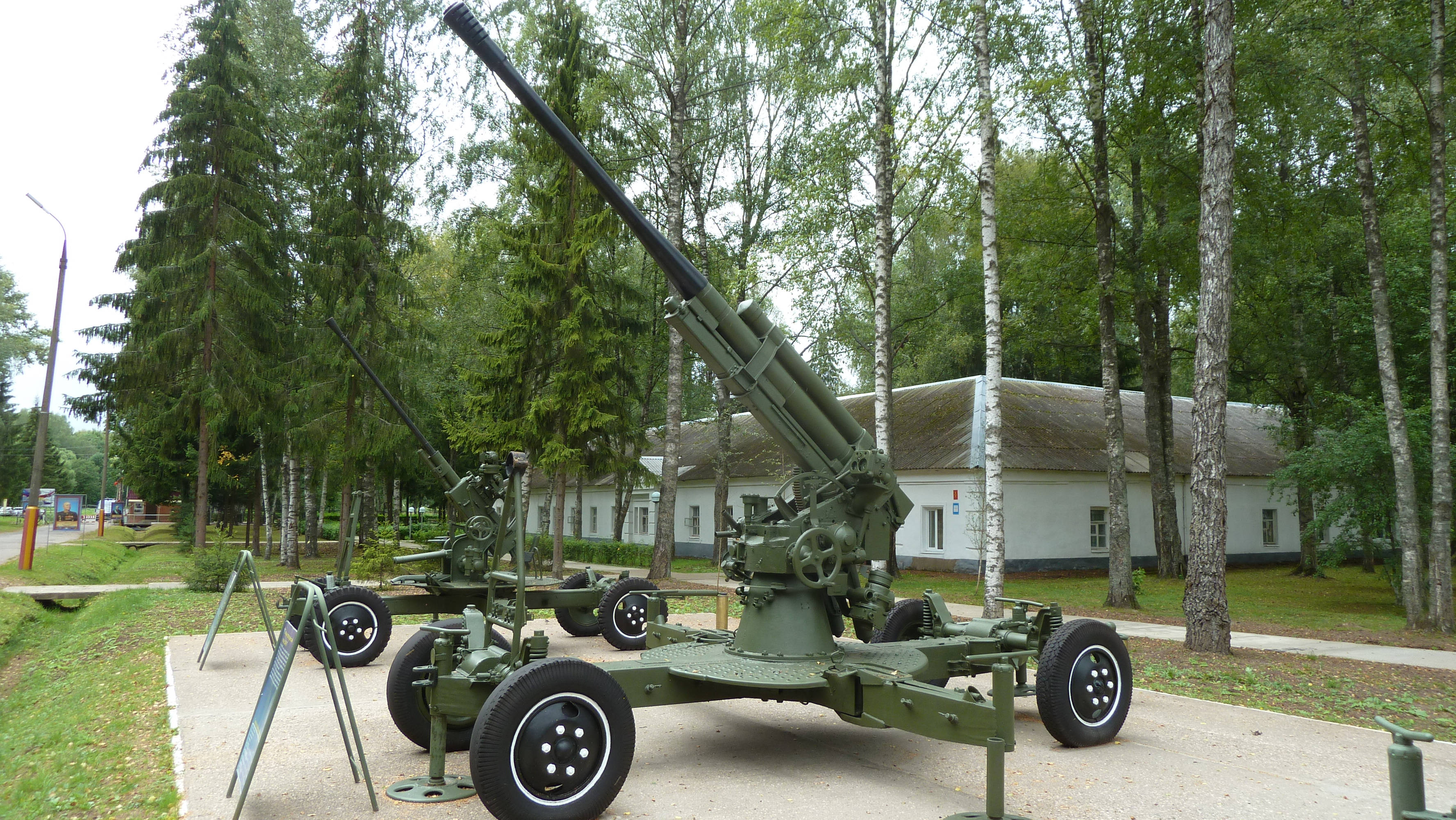
Зенитные орудия Логинова 52-К и 61-К. Музей ПВО в городе Ржеве.
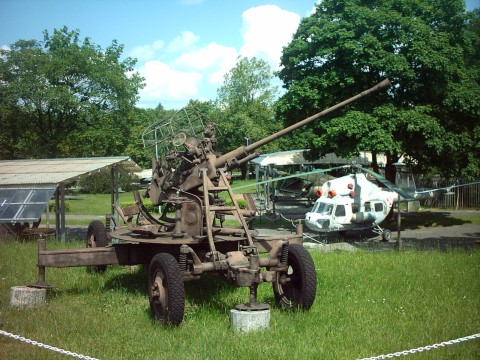
37-мм зенитная пушка 61-К образца 1939 года
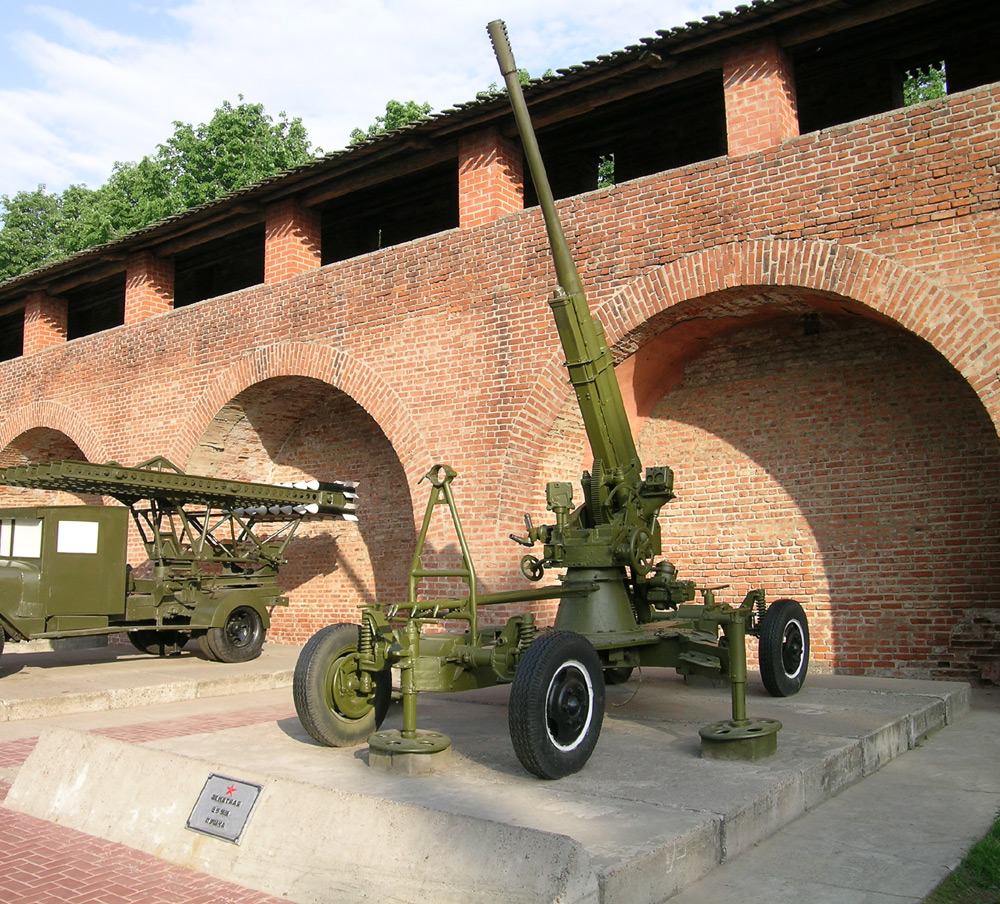
85-мм зенитная пушка Логинова 52-К образца 1939 года
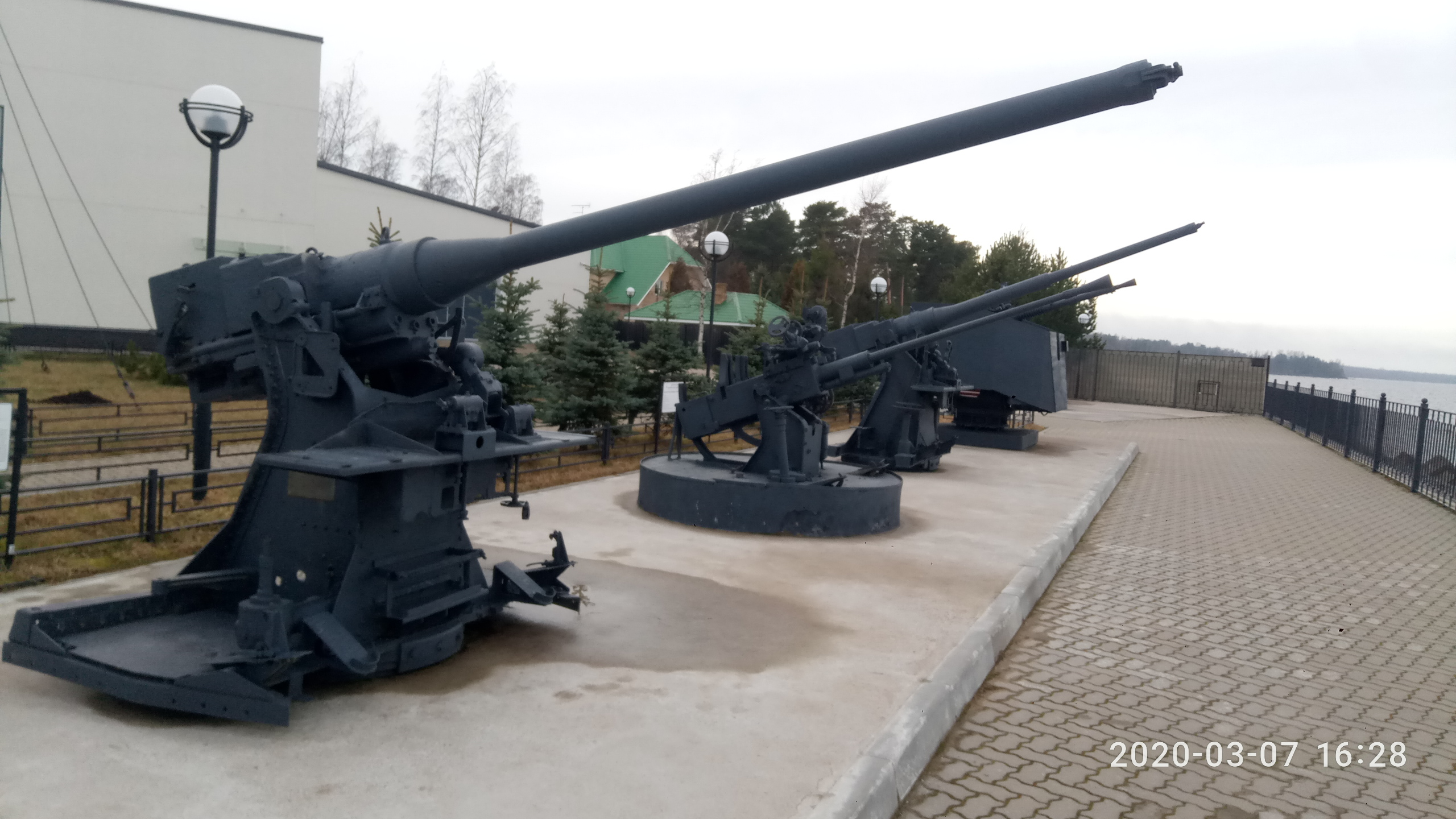
Морские зенитки Логинова.(70-К, 34-К, 90-К). Музей «Дорога жизни», Ленинградская область
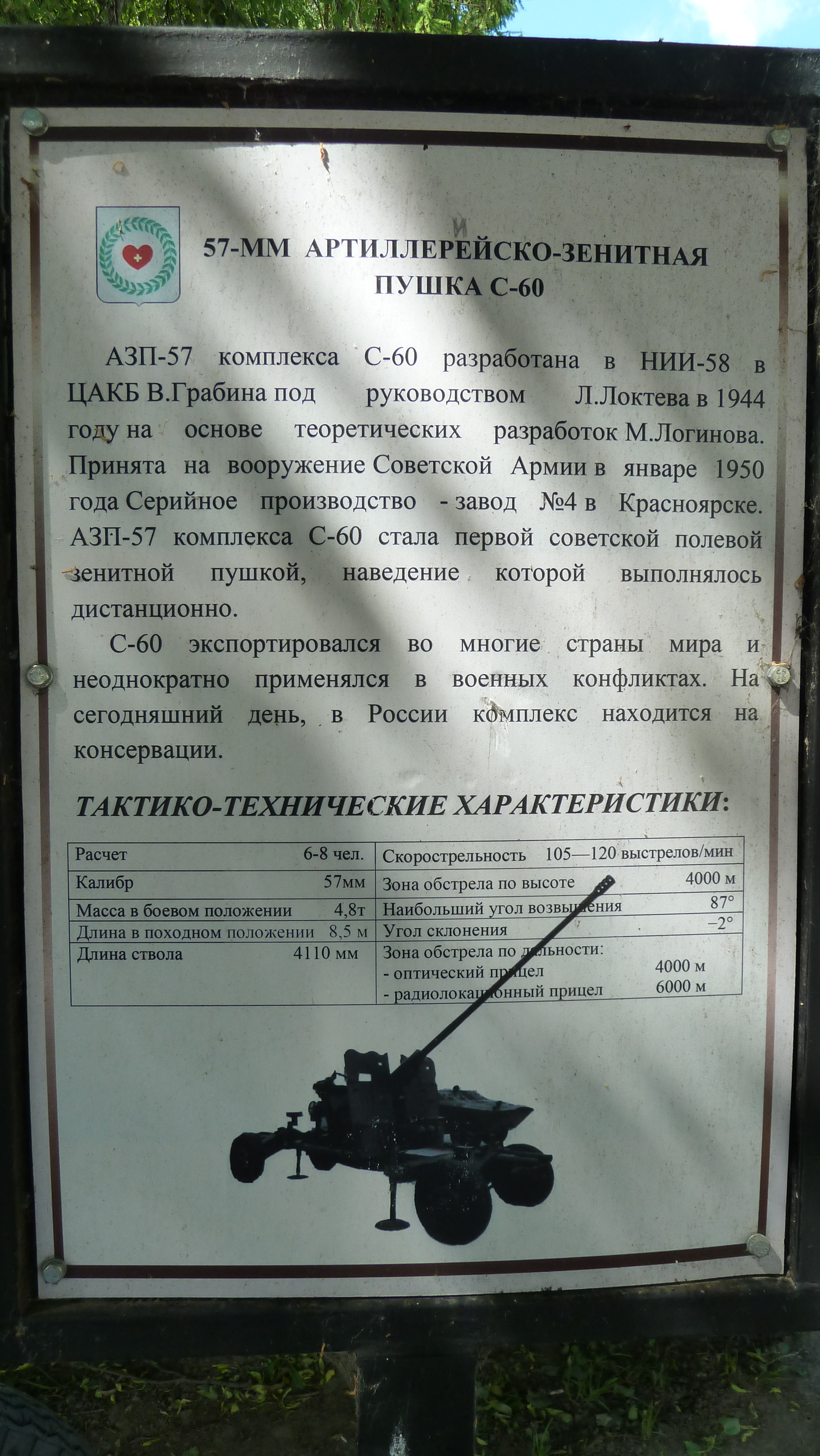
57 мм Автоматическая зенитная пушка АЗП-57 комплекса С-60. Боровск.